# Tangara inornata
A Tangara inornata  a madarak osztályának verébalakúak (Passeriformes) rendjébe és a tangarafélék (Thraupidae) családjába tartozó  faj.

## Rendszerezése
A fajt John Gould angol ornitológus írta le 1855-ben, a Callospiza nembe Calliste inornata néven.

## Alfajai
- Tangara inornata inornata (Gould, 1855)
- Tangara inornata languens Bangs & Barbour, 1922
- Tangara inornata rava Wetmore, 1963[2]

## Előfordulása
Costa Rica, Panama és Kolumbia területén honos. Természetes élőhelyei a szubtrópusi és trópusi síkvidéki esőerdők és ültetvények. Állandó, nem vonuló faj.

## Megjelenése
Testhossza 13 centiméter.

## Életmódja
Gyümölcsökkel és ízeltlábúakkal táplálkozik.

## Természetvédelmi helyzete
Az elterjedési területe nagyon nagy, egyedszáma pedig stabil. A Természetvédelmi Világszövetség Vörös listáján nem fenyegetett fajként szerepel.